# Josep Maria Lladó Bausili
|  | Per a altres significats, vegeu «Josep Lladó». |

Josep Maria Lladó Bausili (1903-1956) va ésser un polític i artista català, batlle d'Igualada (l'Anoia) en dues etapes (1940-1941 i 1955-1956), simultaniejant aquest càrrec amb el de cap local de FET-JONS. Va ser escollit regidor pel terç corporatiu el 1952 i era primer tinent quan va haver de rellevar Francisco Llansana. Fou també fabricant tèxtil i vocal de la junta del Cercle Mercantil d'Igualada.
Personalitat polifacètica dins els camps tèxtil, polític i artístic. Va ser alcalde d'Igualada dos breus períodes, un de setembre de 1940 a abril de 1941, durant la postguerra, i el segon de novembre de 1955 a juliol de 1956, en l'últim any de la seva vida. En el seu vessant artístic, fou membre fundador de l'Agrupació Fotogràfica d'Igualada, l'any 1929, i practicà l'escultura i el dibuix de caricatures amb un estil molt personal. Utilitzà el pseudònim Nery en unes caricatures al llibre "El C. de F. Igualada campeón de Cataluña 1945-1946", imprès per Bas l'any 1946.
Destacà en la fotografia experimental d'avantguarda. Fou guardonat amb diversos premis nacionals i internacionals i la "Federation Internationale de l'Art Photographique" el va distingir amb el diploma d'Excellence FIAP. Una bona part de la seva obra, publicada en diferents llibres i revistes, està dipositada al Museu Nacional d'Art de Catalunya.
En col·laboració amb el cineasta igualadí Josep Castelltort va dirigir "El Campeón", sobre guió propi, film que al V Festival Internacional de Cinema Amateur de Cannes, 1952, va guanyar el Gran Premi del President de la República Francesa a més de la Copa Challenge i el Premi d'Honor del Festival com a millor film. "El Campeón" és considerat un dels títols antològics de la cinematografia amateur internacional i està dipositat a la Filmoteca de Catalunya.
Morí prematurament essent encara batlle i diputat provincial (exercia aquest darrer càrrec des de 1952).